# O Anjo Destruidor e os Daemones do Mal Interrompendo as Orgias dos Maus e dos Intemperados
O Anjo Destruidor e os Daemones do Mal Interrompendo as Orgias dos Maus e dos Intemperados (em inglês: The Destroying Angel and Daemons of Evil Interrupting the Orgies of the Vicious and Intemperate), também conhecida como O Anjo Destruidor e os Daemones a Infligir a Vingança Divina sobre os Perversos e Intemperados e A Destruição do Templo do Vício, é uma pintura a óleo do artista britânico William Etty, encomendada em 1822 e exibida pela primeira vez no verão de 1832. 
Etty tornou-se famoso por suas pinturas contendo nus artísticos, e, embora tenha obtido considerável sucesso profissional e reconhecimento por sua técnica, foi continuamente acusado de falta de refinamento e criatividade, e, notadamente, de indecência. Com esta obra esperava contrariar os seus críticos, apresentando-lhes uma peça artística de conteúdo moral. A pintura ilustra um templo de estilo clássico sendo atacado por um anjo destruidor e um grupo de daemones. As figuras humanas, retratadas como adeptas de práticas reprovadas pela moral da época (alcoolismo, jogatina e lascívia, dentre outros), estão mortas ou inconscientes, enquanto outras fogem apavoradas ou lutam sem esperança.
Quando foi exibida originalmente na Royal Academy of Arts, em 1832, O Anjo Destruidor e os Daemones recebeu criticas positivas por sua técnica, mas a crítica mostrou-se dividida quanto ao seu tema. Alguns elogiaram a sua vivacidade e sua habilidade para juntar o medo e a beleza sem, no entanto, cair no mau gosto, enquanto outros criticaram o tema como sendo inapropriado, e Etty por desperdiçar os seus talentos. A pintura mudou a forma como parte dos críticos de arte olhava para Etty; alguns viram nela características não percebidas anteriormente em seu trabalho, enquanto outros consideraram-na uma renúncia aos seus trabalhos anteriores. 
Etty continuou a ser um proeminente pintor de nus, mas desde então fez esforços consideráveis para expressar a moralidade da época em suas telas. No entanto, continuou sendo julgado imoral pela maioria da crítica. Após a sua morte, seu trabalho conheceu um forte, porém breve, aumento de popularidade, mas rapidamente saiu de moda. Embora isso tenha prejudicado significativamente o seu prestígio diante dos pintores britânicos subsequentes, O Anjo Destruidor exerceu considerável influência sobre trabalhos de William Edward Frost e John Everett Millais. Desde 1882 a tela é parte do acervo da Galeria de Arte de Manchester.

## Origens

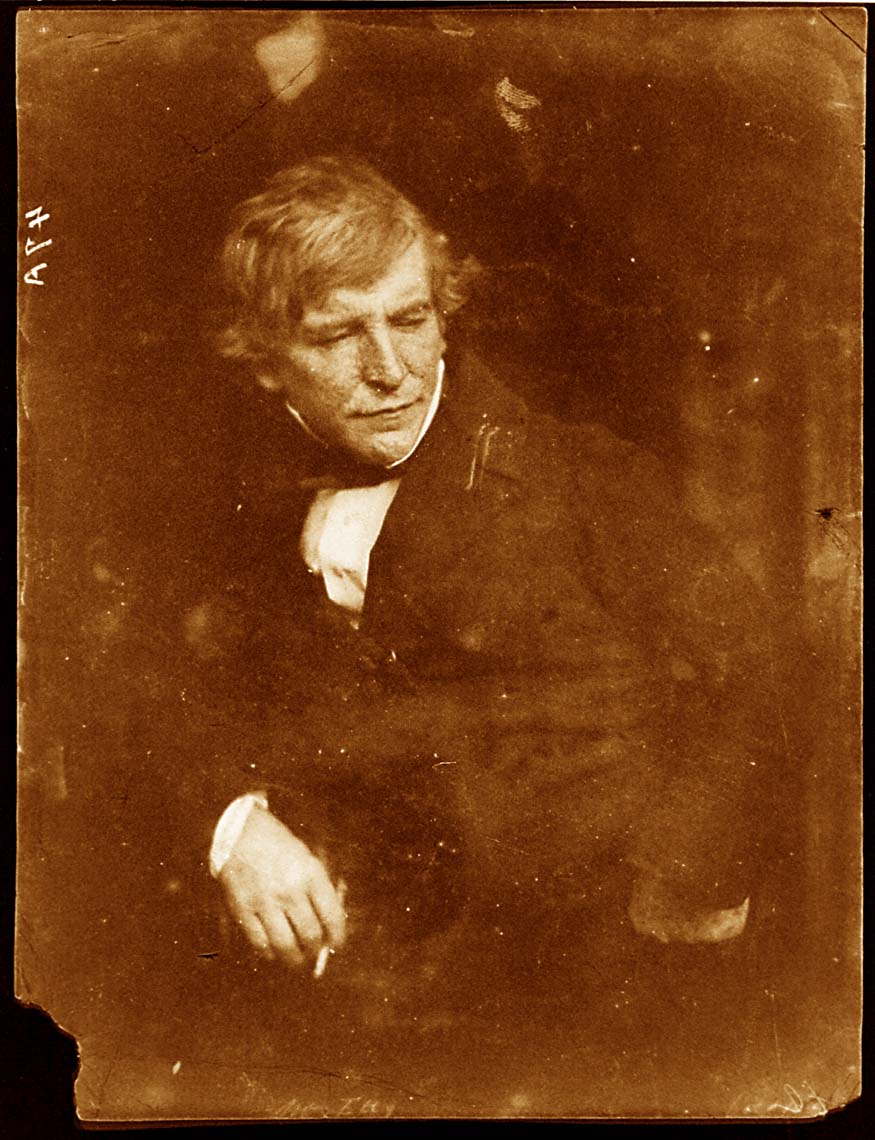
William Etty, retratado em 1844.

William Etty, nascido em 1787, apresentou propensão para as artes ainda na infância. O sétimo filho de um padeiro e moleiro de Iorque, cuja situação financeira era "respeitável mas empobrecida", foi treinado desde os onze anos como aprendiz de impressor na cidade de Kingston upon Hull, como parte de um contrato de aprendizado com duração de sete anos. Contudo, como reconheceria em um esboço autobiográfico posterior, por aspirar tornar-se pintor o seu trabalho como impressor acabou por tornar-se tedioso e frustrante, e assim, ao concluir seu contrato de aprendizado aos dezoito anos de idade, mudou-se para Londres com a ajuda de parentes, buscando estabelecer-se profissionalmente como pintor.
Na capital britânica Etty foi aceito como aluno da prestigiosa Academia Real Inglesa, estudando sob a tutela de Henry Fuseli e depois de Thomas Lawrence. Após concluir seus estudos, viajou para a Itália, onde estudou por um ano e conheceu de perto obras dos grandes mestres locais. De volta a Londres, e fortemente influenciado sobretudo pelos trabalhos de Ticiano e Rubens, ao longo dos anos seguintes Etty tornou-se famoso por pintar figuras nuas em cenários bíblicos, literários e mitológicos, sobretudo no estilo neoclássico. Por volta de 1817 seu trabalho atraiu a atenção do influente comerciante de artes e crítico William Paulet Carey, e gradualmente conquistou o respeito de seus pares e veio a tornar-se um dos mais bem-sucedidos artistas britânicos da primeira metade do século XIX. Como parte disso, em 1828 foi eleito membro efetivo da Royal Academy of Arts, derrotando no pleito John Constable, por dezoito votos contra cinco.

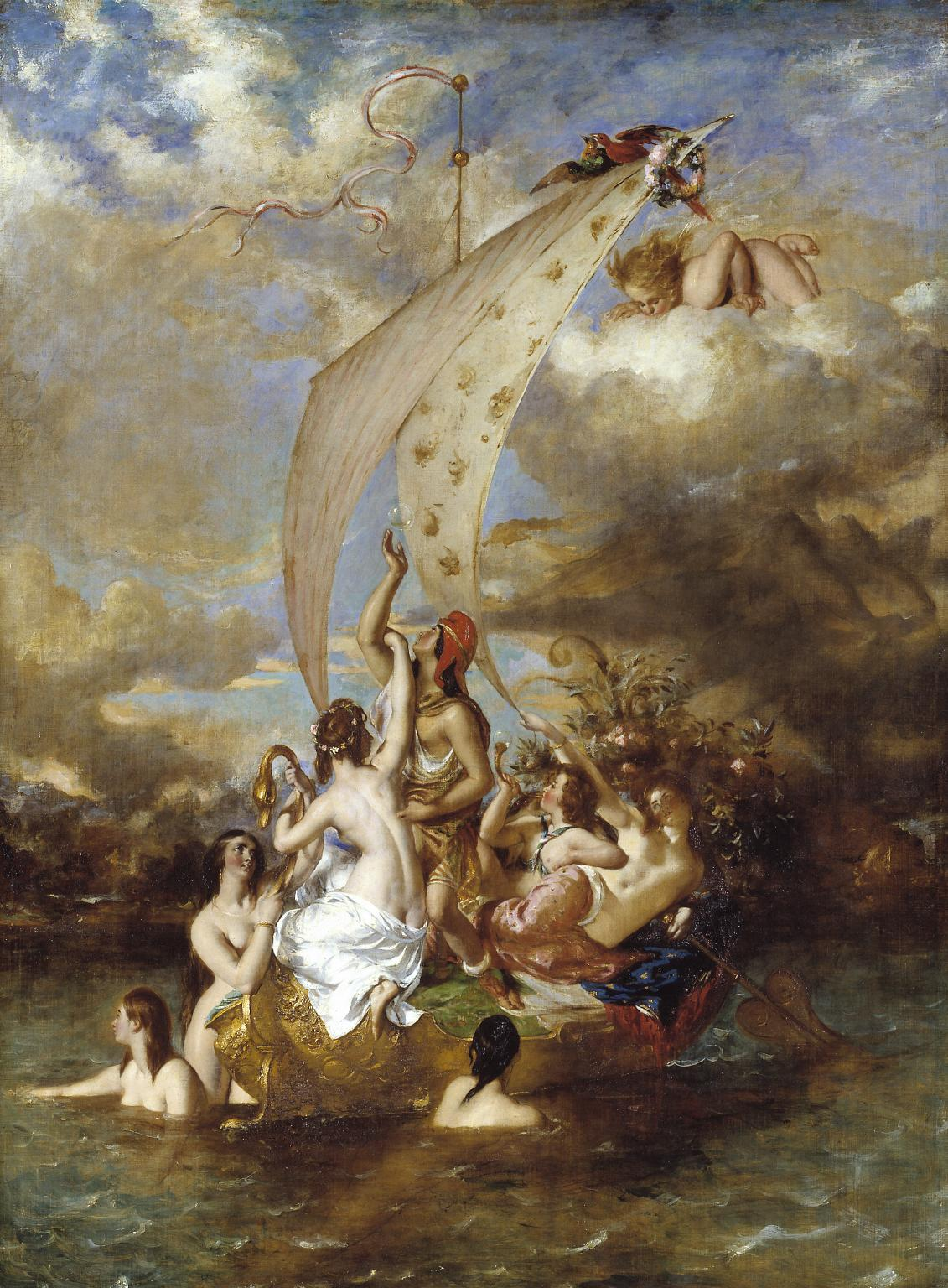
A pintura A Juventude na Proa e o Prazer no Leme foi descrita pelo jornal Morning Chronicle como "uma extravagância daquilo que esperávamos fosse uma [mente] clássica, mas que, agora estamos convencidos, é uma mente lasciva".

Entre 1820 e 1829 Etty havia exibido quinze pinturas, das quais quatorze retratavam nus. Enquanto nus de artistas estrangeiros existiam em coleções particulares, o Reino Unido não tinha tradição nesse gênero de pintura, e a exibição e distribuição ao público de material contendo nudismo tinha sido suprimida desde a Proclamação para o Desencorajamento do Vício, de 1787. Etty foi o primeiro artista britânico a se especializar em nus, e a apreciação dessas pinturas pelas classes mais baixas causou preocupação ao longo do século XIX. Embora seus retratos de nus masculinos fossem geralmente bem recebidos, críticos repetidamente condenaram como indecentes as suas representações da nudez feminina. A tela A Juventude na Proa e o Prazer no Leme, concluída em 1830, atraiu críticas contundentes por sua suposta natureza sedutora e sensual, levando o Morning Chronicle a comentar que "[Etty] não deve continuar, com uma fantasia imprudente, a buscar [mostrar] a Natureza em seus recônditos sagrados. É um desenhista laborioso e um belo colorista, mas não tem gosto nem castidade suficiente para se aventurar na verdade nua".
Sob ataques repetidos do Morning Chronicle e de outras publicações sobre a sua suposta indecência, mau gosto e falta de criatividade, Etty resolveu produzir um trabalho que provaria errados os seus detratores. O resultado foi a tela inicialmente batizada A Destruição do Templo do Vício, que quando de sua apresentação ao público recebeu o título mais descritivo O Anjo Destruidor e os Daemones do Mal Interrompendo as Orgias dos Maus e dos Intemperados.
Para realizá-la, Etty utilizou-se de uma encomenda que havia recebido de um comerciante de Leicester chamado Henry Payne, que em 1822 comissionara uma peça pela quantia de sessenta guinéus, a serem pagos quando ela estivesse completa. Payne havia concedido completa liberdade a Etty na criação da peça, mas o pintor tinha feito pouco a respeito, até que, picado pelas críticas do Morning Chronicle e de seus congêneres, decidiu explorar as possibilidades que a encomenda lhe oferecia. A peça foi completada em 1832, e mais tarde Etty expressou ter se envolvido profundamente com o seu tema e colocado "toda a sua alma" na obra. Como tinha se tornado um pintor mais proeminente nesse meio-tempo, Payne pagou-lhe cento e trinta libras esterlinas pelo trabalho.

## Composição
A Destruição do Templo do Vício mede 127,8 por 101,9 centímetros, e foi realizada por meio de uma técnica que envolve a aplicação de tinta a óleo sobre papel, e a aplicação deste sobre uma tela. Ela tem como ambiente um templo clássico imaginário, com arquitetura ornamentada. O templo e seus ocupantes estão sob o ataque de um anjo destruidor e de um grupo de daemones com feições de sátiros, que estão em processo de capturar seus ocupantes humanos. O anjo em si está envolto em fumaça, no centro da imagem, e, tendo destruído um dos lados do templo, encontra-se pronto para lançar um raio. Abaixo do anjo, os daemones atacam um grupo de cerca de 25 figuras humanas semi-nuas, incluindo homens e mulheres. Cada humano é mostrado em uma posição diferente e expressa terror de forma distinta, e, a fim de sugerir morte e palidez, é pintado deliberadamente em tons mais pálidos do que aqueles que Etty costumava usar em suas telas.  Como na maioria dos trabalhos de Etty, as figuras são uma coleção de representações de modelos em poses de estúdio, depois arranjadas como um grupo a fim de conferir um efeito mais dramático à cena.
À direita da pintura, daemones arrastam mulheres aterrorizadas. A mulher no canto inferior direito vira-se para encarar o daemon que a assola e, com expressão de culpa horrorizada no rosto, vê chamas refletidas nos olhos de seu captor. Atrás dela, outras mulheres lutam desamparadas contra daemones, ou são levadas inconscientes por eles.
No centro do primeiro plano há uma figura inspirada na escultura Loucura Delirante de Caius Gabriel Cibber, que na época era uma das duas esculturas monumentais acima da entrada do Bethlem Royal Hospital, um conhecido manicômio e alegoria da loucura. Esse louco acorrentado contorce-se em agonia, lutando para escapar de suas amarras, enquanto um daemon puxa uma extremidade da corrente. Ao seu lado, um apostador encontra-se inconsciente ou morto, seus ganhos no jogo espalhados no chão.
Atrás das imagens centrais do louco, do daemon e do jogador, há um grupo de pessoas que acabaram de perceber o que está acontecendo. Uma figura masculina com um barrete frígio vermelho (um símbolo da Revolução Francesa) reclina-se com o braço em volta da cintura de uma figura feminina, identificada como uma bacante. A figura feminina protege os próprios olhos, seja contra o brilho do anjo ou em repulsa ao horror que se passa ao seu redor.
No lado esquerdo da pintura, no fundo, a estrutura do templo queima e desmorona no rastro do anjo, enquanto figuras em vários estágios de nudez fogem dos daemones que se aproximam. Em primeiro plano um homem bêbado agarra a própria cabeça, em uma pose inspirada na do Fauno Barberini, desperto o suficiente para perceber seu destino mas intoxicado demais para fugir.
Nas laterais da pintura o artista apresenta ao espectador corpos inertes em vários estados de nudez. O Anjo Destruidor foi pintado logo após uma visita de Etty a Paris, na qual testemunhou a Revolução de Julho em primeira mão. A visão e o cheiro dos mortos nas ruas de Paris deixaram uma forte impressão no pintor, e os corpos amontoados em O Anjo Destruidor provavelmente foram inspirados nas cenas que Etty havia testemunhado na França, e talvez também pela epidemia de cólera que matou milhares de pessoas em Londres em 1832.

## Interpretação
O Anjo Destruidor foi exibido pela primeira vez no mesmo ano em que foi completado, durante a exposição de verão da Royal Academy of Arts. No catálogo desse evento, Etty descreveu seu trabalho como um "esboço finalizado" de uma cena totalmente imaginária, em lugar de uma cena histórica, literária ou mitológica.
A tela imediatamente gerou interesse junto ao público e à crítica, e inicialmente foi comparada, favoravelmente, com A Queda dos Condenados de Peter Paul Rubens, o Juízo Final de Michelangelo e as "fantasias assustadoras" de Pieter Bruegel, o Velho. Além dessas influências, já se propôs que Etty tenha sido inspirado pelas obras de John Milton e Alexander Pope; e possivelmente pela revolução francesa de 1830, na qual foi pego durante uma visita a Paris, quando buscava estudar obras no Museu do Louvre.
Quando ao seu tema, a tela já foi caracterizada como "apocalíptica" e tendo como objeto "espíritos vingativos [...] eliminando pecadores, que são interrompidos no meio de uma orgia, cuja natureza é revelada pelos diversos corpos nus". Com essa obra, Etty teria buscado apelar especialmente para o público mais religioso, esperando que visse em sua obra uma referência ao livro bíblico do Apocalipse.

## Recepção
Desejamos especialmente que [...] Etty presenteasse o mundo apenas com o que tenderia a melhorar o gosto público, na moral bem como na arte [...] e quando nos lembramos de seu "Anjos da Guarda" e outras obras da mesma classe, não temos nenhuma dificuldade em julgar com autoridade, [visto que] estamos diante de suas próprias evidências contra si mesmo; e encaramos com um sentimento de arrependimento trabalhos de um caráter diferente, como alguns que exibiu neste e no último ano. Mesmo 'Daemons e Anjos Destruidores', embora pareça apontar para uma moral, é de um efeito muito pantomímico e foi concebido para excitar todas idéias exceto aquelas que nós gostaríamos de ver produzidas pela Arte.

The Library of the Fine Arts, 1832
Embora a tela tenha sido celebrada como uma realização técnica de seu autor, alguns críticos mostraram-se incertos a respeito de sua moralidade. A publicação The Library of the Fine Arts criticou a sua qualidade "pantomímica", e a considerou "concebida para excitar todas as idéias, exceto aquelas que nós gostaríamos de ver produzidas pela Arte". De maneira análoga, The Examiner reclamou da representação de mulheres sendo atacadas, argumentando que "o Sr. Etty não deve tratar o belo sexo dessa maneira dura e devassa. Duvidamos do direito dele de colocar uma delas nas mãos de um Demônio, e muito menos entregá-las às dúzias ao jugo dos destruidores". O jornal The Times, por sua vez, considerou a pintura desprovida de significação, zombando da cena nela retratada:
Nós não supomos entender que classe de composições é essa, que não se origina nem na história nem na poesia - sem dúvida o Sr. Etty a entende; mas até onde podemos compreender a sua imagem, que é muito mais inteligível que a sua linguagem, ela representa um número de demônios fortes, que parecem zangados com as senhoras por elas terem ficado fora até muito tarde, e que vieram buscá-las para levá-las adequadamente para as suas casas.
O Times também criticou Etty por sua "maneira desleixada" e por "abusar de seus ricos dons e [desperdiçar], no tosco e sem sentido, o que poderia ser feito a serviço de propósitos muito mais dignos". Apesar disso, o crítico desse jornal apreciou "a coloração vigorosa e harmoniosa em um grau eminente" da obra, e admitiu que ela "é de um poder extraordinário", suas figuras "desenhadas com habilidade extraordinária, o agrupamento admiravelmente variado, e ainda assim tão combinado a ponto de apresentar um quadro completo".
Outros críticos admiraram a vivacidade da imaginação de Etty, sua interpretação incomum de imagens religiosas apocalípticas e sua capacidade de dar características e formas distintas aos daemones e às suas vítimas. O Morning Post elogiou particularmente a sua capacidade em transmitir "a criação concebida e lançada sobre a tela com toda a fúria da inspiração poética", combinando o "espírito destemido de um esboço" com a "impressão poderosa de uma imagem finalizada". O proeminente crítico de arte William Carey, escrevendo sob o pseudônimo Ridolfi, defendeu O Anjo Destruidor e em particular a habilidade de Etty em equilibrar beleza, horror e medo sem cair na falta de gosto. Carey viu Etty como prova de que as tradições artísticas britânicas eram tão boas quanto quaisquer outras no mundo, e O Anjo Destruidor como evidência da "graça e espírito redentores" de Etty. Os adversários de longa data de Etty no The Morning Chronicle encontraram pouco para atacar na pintura, afirmando que "A parte superior da imagem é magistral, grandiosa e bonita. A parte inferior não tanto, mas algumas das figuras estão em admirável ação e [são] finamente desenhadas". A reticência dos críticos do The Morning Chronicle levou Carey a comentar que estavam em "silêncio invejoso".
Apesar das críticas, O Anjo Destruidor modificou em parte a forma como Etty era visto pelos críticos. Comumente viam as obras de Etty como reflexos de seu caráter, geralmente com o objetivo de desacreditá-lo por supostos desvios sexuais. Confrontados com uma peça tão obviamente destinada a transmitir uma lição moral, parte desses mesmos críticos sentiu que Etty havia revelado uma natureza mais moral do que anteriormente se supunha ser possível. Muitos viram O Anjo Destruidor como um contrapeso às pinturas nuas pelas quais Etty era famoso, ou mesmo uma representação do arrependimento ou da renúncia de Etty a seus trabalhos anteriores. A Fraser Magazine descreveu a pintura como "um sermão para os admiradores [de Etty], no qual inflige a justiça poética sobre as suas próprias damas felizes e seus cavalheiros [os admiradores de seus trabalhos anteriores], seu regozijo sendo quebrado e elas mesmas sendo carregadas [...] por diversos demônios fortes e sombrios".

## Legado

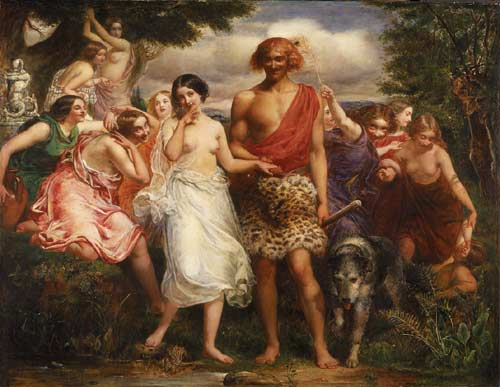
A tela Cymon and Ifigênia, de John Everett Millais, é um exemplo de trabalho posterior que foi influenciado por O Anjo Destruidor.

Depois de 1832 Etty exibiu mais de oitenta pinturas nas exposições de verão da Royal Academy of Arts. Continuou a ser um proeminente pintor de nus, mas a partir deste momento fez esforços conscientes para expressar a moral da época em seus trabalhos. Apesar disso, a presença de figuras femininas nuas em suas obras continuou a expô-las ao julgamento da crítica britânica contemporânea, que em grande parte continuou a considerá-las imorais. Em anos mais recentes, contudo, o conjunto de suas obras tem sido objeto de uma reavaliação, que tende a notar a presença de críticas moralistas mesmo em obras anteriores à Destruição do Templo do Vício. Essa reavaliação, embora relativamente recente, iniciou-se na sequência da morte de Etty, como ilustra um comentário de Charles Robert Leslie, que em 1850 notou que "o próprio [Etty], não pensando e nem intencionando qualquer mal, não tinha ciência da maneira como suas obras eram consideradas por mentes mais grosseiras".
Etty chegou a receber encomendas da família real britânica, mas sua recusa em expressar maior "modéstia" em suas obras acabou reduzindo o número de patronos dispostos a encomendar suas obras. Apesar disso, permaneceu comercialmente bem-sucedido em sua vida e, quando de sua morte, em 1849, havia acumulado cerca de dezessete mil libras, uma soma considerável. Após a sua morte o seu trabalho conheceu um forte, porém breve, aumento de popularidade. O interesse por ele diminuiu ao longo do tempo, e no final do século XIX o preço de todas as suas pinturas havia caído abaixo de seus preços originais. Em 1854 Henry Payne vendeu a tela O Anjo Destruidor por 770 guinéus a Joseph Whitworth, que por sua vez a doou em 1882 à Galeria de Arte de Manchester, onde desde então ela permanece. Em 2011 e 2012 a pintura foi exibida na York Art Gallery, como parte de uma grande retrospectiva do trabalho de Etty.
Como Etty saiu de moda, suas obras tiveram influência limitada na maioria dos pintores britânicos subsequentes. William Edward Frost foi um grande admirador de Etty, e Una Alarmed by Fauns (1843) e Una and the Wood Nymphs (1847) devem muito a O Anjo Destruidor em sua representação de um grupo de figuras daemônicas e humanas semivestidas. O mesmo se aplica aos primeiros trabalhos de John Everett Millais, incluindo Cymon and Iphigenia (1848). Mas, como gradualmente o estilo de Etty se tornou impopular, os artistas que o imitaram, exceto Frost, logo o abandonaram. O biógrafo de William Etty, Leonard Robinson, afirmou que as últimas pinturas de fadas de Richard Dadd - que muitas vezes mostram multidões de criaturas míticas misturadas com humanos - foram influenciadas por Etty, embora admitindo que Dadd provavelmente não tinha consciência da influência de Etty em seu estilo.